# Výbor Spojených národů pro lidská práva
Výbor Spojených národů pro lidská práva, zkráceně také Výbor pro lidská práva, je skupina 18 expertů, která se schází třikrát do roka, aby posoudila periodické zprávy členských států o tom, jak splňují závazky Mezinárodního paktu o občanských a politických právech (International Covenant on Civil and Political Rights), uzavřeného v roce 1966 a založeného na Všeobecné deklaraci lidských práv (Universal Declaration of Human Rights).
Členové Výboru jsou voleni členskými státy, ale nezastupují zájmy žádného z nich.
Jiným orgánem je Rada OSN pro lidská práva, která v roce 2006 nahradila Komisi pro lidská práva, a ve které členské státy jednají o všech otázkách lidských práv.